# عليم أوزتورك
عليم أوزتورك (بالهولندية: Alim Öztürk) هو لاعب كرة قدم هولندي في مركز قلب الدفاع، ولد في 17 نوفمبر 1992 في ألكمار في هولندا. شارك مع منتخب تركيا تحت 21 سنة لكرة القدم. أما مع النوادي، فقد لعب مع نادي طرابزون سبور ونادي كامبور وهارت أوف ميدلوثيان.

## وصلات خارجية
- عليم أوزتورك على موقع الاتحاد الأوربي (الإنجليزية)
- عليم أوزتورك على موقع اتحاد تركيا (لاعب) (الإنجليزية)
- عليم أوزتورك على موقع قاعدة بيانات كرة القدم.إي يو (الإنجليزية)
- عليم أوزتورك على موقع Soccerbase.com (لاعب) (الإنجليزية)
- عليم أوزتورك على موقع Soccerway.com (الإنجليزية)
- عليم أوزتورك على موقع عالم كرة القدم.نت (الإنجليزية)